# Adrian Tchaikovsky
Adrian Tchaikovsky, född 14 juni 1972 i Woodhall Spa i Lincolnshire, är en brittisk science fiction- och fantasyförfattare. Han har bland annat skrivit bokserierna Shadows of the Apt och Children of Time.
År 2023 vann Children of Time Hugopriset i kategorin Bästa Bokserie (Best Series).